# Myrte van der Schoot
Myrte van der Schoot (16 april 2004) is een Nederlandse atlete, die zich heeft toegelegd op het sprinten en verspringen. In 2024 was zij lid van het Nederlandse team dat op de wereldindoorkampioenschappen in Glasgow op de 4 × 400 m kampioene werd in recordtijd. Zelf kwam zij hierbij uit in de series. Later dat jaar won zij op de 4 × 400 m eerst goud op de Europese kampioenschappen in Rome en vervolgens zilver op de Olympische Spelen van Parijs. Ook hier liep zij op beide evenementen in de series.

## Loopbaan

### Eerste successen
Van der Schoot, die lid is van GAC, de Gooische Atletiek Club in Hilversum, won op de Europese U20-kampioenschappen van 2023 in Jeruzalem, Israël, een zilveren medaille op de 4 × 400 m estafette en een bronzen medaille op de 400 m.

### Opname in nationale selectie
Kort hierna kreeg zij een uitnodiging om eens te komen praten op Papendal. Daar kreeg zij tot haar grote verrassing te horen, dat zij werd uitgenodigd voor de geplande trainingsstage van de nationale estafetteploeg op de 4 × 400 m in Zuid-Afrika. Die stage verliep zo bevredigend, dat Van der Schoot vervolgens als lid van dit team haar debuut mocht maken op de wereldindoorkampioenschappen van 2024 in Glasgow, begin maart. Hier werd zij ingezet in de series van de 4 × 400 m estafette, waarin zij als startloopster samen met Eveline Saalberg, Lisanne de Witte en Femke Bol naar de seriewinst snelde in 3.27,70, waarmee het team zich kwalificeerde voor de finale. Die werd vervolgens door Lieke Klaver, Cathelijn Peeters, Lisanne de Witte en Femke Bol gewonnen in 3.25,07, een nationaal indoorrecord. Als debutante gelijk met goud beloond! Een beter debuutoptreden was nauwelijks denkbaar.
Het volgende tussenstation diende zich aan in de vorm van de World Athletics Relays in Nassau, Bahama's, begin mei. Daar moest de 4 × 400 m estafetteploeg zich definitief zien te kwalificeren voor de Spelen in Parijs. Vanwege het niveau dat deze ploeg inmiddels had bereikt, leek dit een formaliteit, maar ook op de 4 × 400 m gemengde estafette wilde men in Parijs deelnemen. De beschikbare 400 meterloopsters moesten dus over deze twee estafetteonderdelen worden verdeeld. Femke Bol en Lieke Klaver werden ingezet op de gemengde estafette, zodat de overige atletes kwalificatie op de 4 × 400 m vrouwen moesten zien te bevestigen door in hun serie bij de eerste twee eindigen. Dat lukte echter niet; Eveline Saalberg, Myrte van der Schoot, Lisanne de Witte en Cathelijn Peeters eindigden in hun serie als derde in 3.28,10. Er volgde echter nog een herkansingsronde, waarin het Nederlandse kwartet hoe dan ook bij de eerste twee moest zien te finishen. Dat lukte wel, want hetzelfde viertal als in de serie kwam nu tot 3.27,45 en won daarmee deze race. De missie was geslaagd.

### Goud op EK in Rome
Op de EK in Rome in juni moesten alle geselecteerde 400 meterloopsters voor de 4 × 400 m estafette worden ingezet. Bol en Klaver waren eerder in het toernooi immers al in actie gekomen op de 4 × 400 m gemengd, waarna Klaver op de individuele 400 m brons had veroverd, terwijl Bol en Peeters later die avond de finale 400 m horden zouden lopen. Op de voorlaatste dag van het toernooi moesten dus de overige, nog niet in actie gekomen 400 meterloopsters in hun serie 4 × 400 m de finale zien te bereiken door bij de eerste drie te eindigen. Dat lukte, al werd het een spannende race. Na de start wisten Eveline Saalberg, Anne van de Wiel en Myrte van der Schoot zich op de vierde plaats te handhaven, waarna slotloopster Lisanne de Witte door een goede wissel met Van der Schoot min of meer werd gelanceerd om de klus te klaren. Die slaagde er na een sterke eindsprint in om vlak voor de finish de derde plaats te veroveren en het team in 3.25,99 aan de finale te helpen. Een dag later ging in die finale het nationale kwartet in de samenstelling Klaver, Peeters, De Witte en Bol vanaf de start vrijwel voortdurend aan de leiding. Bol hoefde hierdoor niet eens haar fenomenale eindsprint in te zetten, maar wist op de cruise control in 3.22,39 de eindoverwinning veilig te stellen. Het leverde de volledige nationale selectie een gouden medaille op, wat illustratief is voor de groei in de breedte die er op dit sprintonderdeel in de loop der jaren heeft plaatsgevonden.

### Stijgende vorm
De periode tussen de EK van Rome en de Spelen van Parijs benutte Van der Schoot door via deelname aan enkele goed bezette wedstrijden haar persoonlijk snelste tijd op de 400 m van 52,81, die zij in februari tijdens de NK indoor had gelopen, verder aan te scherpen. Een week na Rome kwam zij bij een internationale meeting in Luik tot een tijd van 52,67 s. Vervolgens snelde zij eind juni bij de NK in Hengelo in 52,48 naar het brons, haar eerste NK-medaille, achter De Witte (goud in 51,89) en Saalberg (zilver in 52,46). Met haar 52,68, een week later onder matige weersomstandigheden gelopen tijdens de FBK Games, bevestigde Van der Schoot dat zij in een uitstekende vorm verkeerde, zo vlak voor de Spelen.

### Zilver bij olympisch debuut in Parijs
Op 10 augustus 2024 maakte Van der Schoot haar olympisch debuut op de Spelen van Parijs. Zij nam ook hier deel aan de 4 × 400 m estafette, waarvan de series gepland stonden op de voorlaatste dag van het olympisch atletiekprogramma. Van de estafetteselectie waren toen inmiddels Femke Bol, Lieke Klaver en Cathelijn Peeters, net als tijdens de EK in Rome, alweer diverse keren in actie gekomen. Van dit drietal werd deze keer alleen Klaver ingezet voor de series 4 × 400 m; het Nederlandse kwartet bestond nu uit Saalberg als startloopster, daarna Klaver, gevolgd door Van der Schoot en De Witte als slotloopster. Nadat Klaver het team aan de leiding had gebracht, kon Van der Schoot die weliswaar niet vasthouden, maar slaagde er wel in om als tweede te wisselen met laatste loopster De Witte. Die ging achter het Jamaicaanse leidende team een fel gevecht aan met de Ierse Sharlene Mawdsley, dat zij nipt won in de totaaltijd van 3.25,03 tegen 3.25,05 voor Ierland. De finale was bereikt. Hierin liep Nederland in de sterkst denkbare opstelling een ijzersterke race achter het ontketende team van de Verenigde Staten, waarvan alle vier de atletes onder de 50 seconden bleven, met Sydney McLaughlin-Levrone als allersnelste in 47,70! Dit team won met overmacht in 3.17,27, slechts 0,1 seconde boven het oeroude, uit 1988 stammende wereldrecord van een ploeg uit de Sovjet-Unie. Achter dit geweld streed Nederland in de volgorde Klaver, Peeters, De Witte en Bol met de Britse en Ierse tegenstandsters om de overige medailles. Het Nederlandse team won dit gevecht, na een van de inmiddels wereldberoemde eindsprints van Bol, in de nationale recordtijd van 3.19,50.
Twee gouden WK-medailles plus eenmaal olympisch zilver. Myrte van der Schoot kon terugkijken op een uiterst succesvol eerste jaar als lid van de nationale selectie.

### Tegenslag in Apeldoorn
In 2025 liep Van der Schoot van eind januari tot half februari enkele 400 meters en een 200 meter, teneinde zich voor te bereiden op de NK indoor in de tweede helft van februari. Temeer omdat Femke Bol ditmaal niet aan dit NK indoor zou deelnemen, wilde zij proberen om op de 400 m bij de eerste drie te eindigen en zich te kwalificeren voor de Europese indoorkampioenschappen, die enkele weken later in het eigen Apeldoornse Omnisport zouden plaatsvinden. In die opzet slaagde de GAC-atlete, want ze werd derde in 52,02, een verbetering van haar PR met bijna een halve seconde en goed genoeg voor deelname aan de EK indoor. Des te triester was het dat zij zich juist aan het begin van dat toernooi blesseerde en van deelname moest afzien. Nu kon zij slechts lijdzaam toezien hoe de Nederlandse estafettevrouwen op de 4 × 400 m met Nina Franke als haar vervangster voor de derde achtereenvolgende maal op een EK indoor naar het goud snelden.

### Internationale kampioenschappen
| Onderdeel | Titel                 | Jaar |
| --------- | --------------------- | ---- |
| 4 x 400 m | Wereldindoorkampioene | 2024 |
| 4 x 400 m | Europees kampioene    | 2024 |

### Nationale kampioenschappen
| Onderdeel | Titel                | Jaar |
| --------- | -------------------- | ---- |
| 400 m     | Nederlands kampioene | 2025 |

## Persoonlijke records
Outdoor
| Onderdeel   | Prestatie          | Datum        | Plaats  |
| ----------- | ------------------ | ------------ | ------- |
| 100 m       | 11,94 s (+1,4 m/s) | 14 juni 2025 | Leiden  |
| 200 m       | 23,97 s (+0,6 m/s) | 14 juni 2025 | Leiden  |
| 300 m       | 38,77 s            | 13 mei 2023  | Lisse   |
| 400 m       | 51,62 s            | 3 aug 2025   | Hengelo |
| verspringen | 6,18 m (+1,1 m/s)  | 11 juli 2022 | Huizen  |

Indoor
| Onderdeel | Prestatie | Datum            | Plaats    |
| --------- | --------- | ---------------- | --------- |
| 60 m      | 7,88 s    | 5 februari 2022  | Apeldoorn |
| 200 m     | 24,28 s   | 8 februari 2025  | Metz      |
| 400 m     | 52,02 s   | 23 februari 2025 | Apeldoorn |

## Prestatieontwikkeling
| Jaar | 200 m | 400 m | verspr. |
| ---- | ----- | ----- | ------- |
| 2018 | -     | 59,22 | 4,93    |
| 2019 | -     | 57,03 | 5,48    |
| 2020 | -     | 56,21 | 5,58    |
| 2021 | 25,21 | 54,66 | 6,05    |
| 2022 | 25,13 | 53,99 | 6,18    |
| 2023 | 24,66 | 52,85 | 6,18    |
| 2024 | 24,32 | 52,48 | 5,93    |
| 2025 | 23,97 | 51,62 |         |

## Palmares

### 400 m
- 2022: 5e NK - 54,64 s (in ½ fin. 54,48 s)
- 2023: 4e NK - 53,47 s
- 2023:  EK U20 in Jeruzalem - 52,85 s
- 2024: DNF NK indoor (in serie 52,81 s)
- 2024:  NK - 52,48 s
- 2024: 7e FBK Games - 52,68 s
- 2025:  NK indoor - 52,02 s
- 2025:  FBK Games (tal. progr.) - 52,79 s
- 2025: 6e EK U23 in Bergen (Noorw.) - 52,21 s (in ½ fin. 52,00 s)
- 2025:  NK - 51,62 s

### 4 × 400 m
- 2023: 5e Bislett Games - 3.50,53
- 2023:  EK U20 - 3.33,33
- 2024:  WK indoor - 3.25,07 (NR)[3]
- 2024:  herk. ronde World Athletics Relays - 3.27,45
- 2024:  EK - 3.22,39[4]
- 2024:  OS - 3.19,50 (NR)[5]

### 4 × 400 m gemengd
- 2025: 6e EK landenteams First League in Madrid - 3.12,92

- World Athletics: 14865892